# Милфорд (Корк)
Милфорд (англ. Milford; ирл. Áth an Mhuilinn) — деревня в Ирландии, находится в графстве Корк (провинция Манстер). Деревня расположена в полукилометре от замка Килболейн.

## Демография
Население — 176 человек (по переписи 2006 года). В 2002 году население составляло 204 человека.
Данные переписи 2006 года:
| Общие демографические показатели |               |                               |                               |      |      |
| Всё население                    | Всё население | Изменения населения 2002—2006 | Изменения населения 2002—2006 | 2006 | 2006 |
| 2002                             | 2006          | чел.                          | %                             | муж. | жен. |
| 204                              | 176           | −28                           | −13,7                         | 80   | 96   |